# Plouray
Plouray är en kommun i departementet Morbihan i regionen Bretagne i nordvästra Frankrike. Kommunen ligger i kantonen Gourin som tillhör arrondissementet Pontivy. År 2022 hade Plouray 1 022 invånare.

## Befolkningsutveckling
Antalet invånare i kommunen Plouray
| Referens: INSEE |